# Xeque-Mate (DC Comics)
Xeque-Mate (no original, Checkmate) é uma organização secreta pertencente ao universo fictício da editora de quadrinhos norte-americana DC Comics. A equipe apareceu pela primeira vez na Action Comics número #598 para após ter seu próprio título como Checkmate!.  Na sequência dos eventos retratados na mini-série The OMAC Project e Infinite Crisis, Checkmate reapareceu como uma agência afiliada ao Conselho de Segurança das Nações Unidas e teve sua própria série, Checkmate (vol.2).

## História
A organização foi criada por Paul Kupperberg e Steve Erwin, aparecendo pela primeira vez na revista Action Comics, edição 598, em 1988. O precursor de sua criação foi a organização conhecida como "A Agência" criada por Amanda Waller e que fez sua primeira aparição na revista "Vigilante", edição 36.
Harry Stein foi nomeado Por Valentina Vostok para ocupar o lugar de Amanda Waller no comando da "Agência". Stein mais tarde buscou pessoas com o máximo de firmeza entre os membros da inteligência americana e internacional e comunidades de aplicação da lei para formar o Xeque-Mate. Sua agência desejava ter em campo somente os mais bem equipados e melhor treinados agentes, trabalhando sob estritas regras de discrição. Para a estrutura da reorganizada Agência, Stein escolheu o jogo de Xadrez como modelo.